# ミャンマー国防産業局

カパサの旗。

ミャンマー国防産業局(ミャンマーこくぼうさんぎょうきょく、ビルマ語: ကာကွယ်ရေး ပစ္စည်းစက်ရုံများ ညွှန်ကြားရေးမှူးရုံး、英語：Directorate of Defence Industries：DDI)。ミャンマー軍（以下、国軍）が管理運営する国営兵器製造企業。ミャンマーには民間の兵器製造企業は存在しないので、ミャンマー唯一の兵器製造企業である。ミャンマー名の頭文字をとって「カパサ」と呼ばれている。
2024年10月現在、カパサの最高責任者は国防省産業局長のカンミンタン（Kan Myint Than）中将である。

## 概要

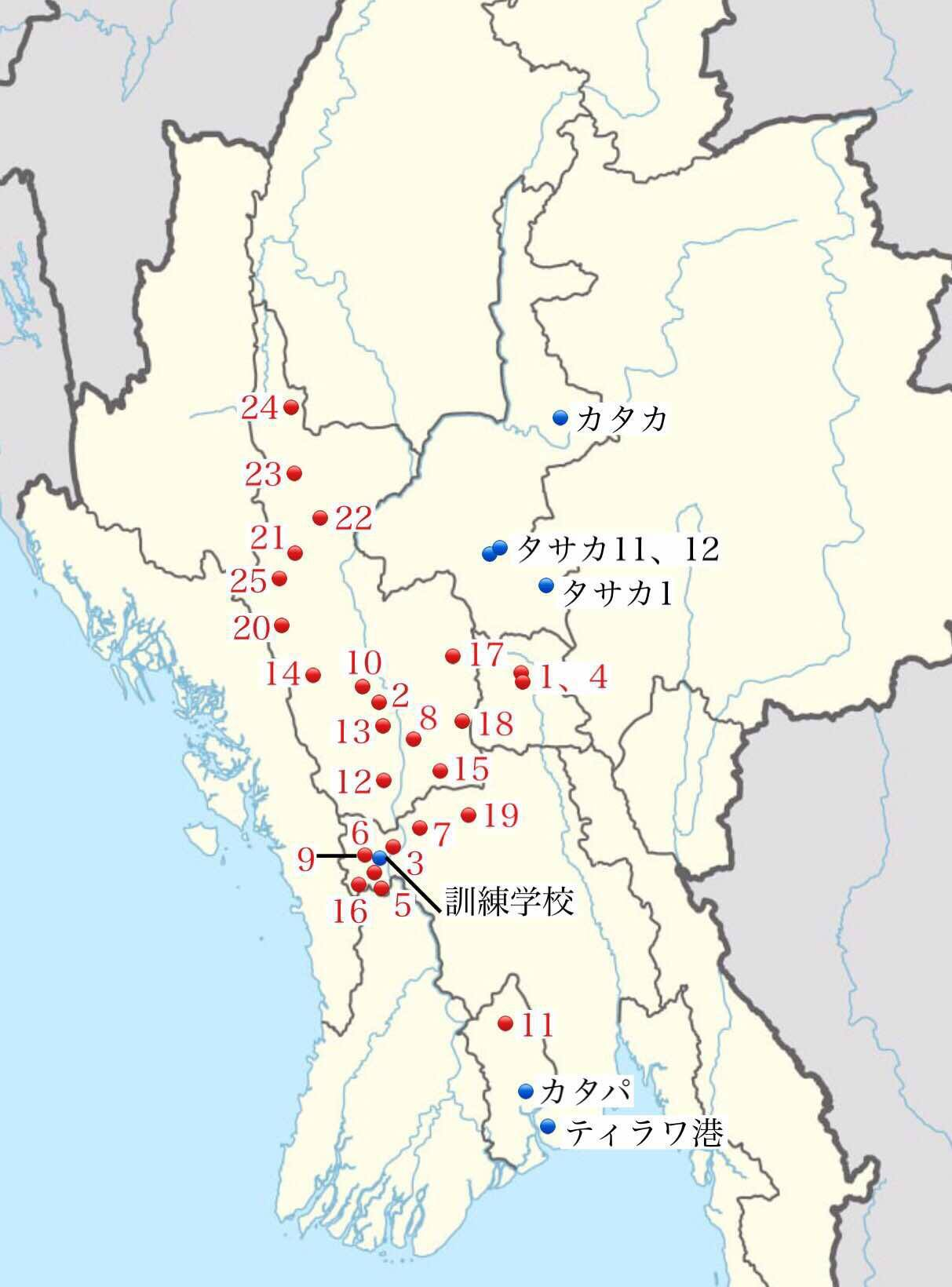
ミャンマー国防産業局（カパサ）とその関連施設。

独立時、国軍は主に日本軍やイギリス軍が残した兵器に依存し、他にインド、イギリス、イスラエル、ユーゴスラビア、スウェーデンなどさまざまな国から兵器を調達していたが、その軍備は貧弱で、かといって外国から高性能兵器を購入する予算もなかった。

アンドリュー・セルスは、その状況について以下のように述べている。
そこで政府・国軍は1950年代から西ドイツの国営兵器製造会社・フリッツ・ヴェルナーとイタリアの技術支援を受けて、カパサを建設し始めた。最初に製造された小火器はBA-52または 「Ne Win Sten」として知られる、イタリア製9mmTZ-45サブマシンガンのコピー製品だった。フリッツ・ヴェルナーとの蜜月関係はその後も続き、1960年代後半には軍民両用高性能爆薬製造工場、1980年代初頭にはTNT爆薬の製造をベースとした高性能爆薬充填工場が建設され、1984年には合弁企業を設立して軍事装備品全般の製造に乗り出した。8888民主化運動によって両者の関係は修了したとされるが、その後も密かに続いていたという疑惑がある。その後、国軍は中国、イスラエル、シンガポール、韓国、北朝鮮、ウクライナ、インド、パキスタンなどの政府・企業に技術支援を頼った。
2021年ミャンマークーデター以降、欧米諸国から経済制裁を受け、SACが完全な兵器システムや兵器を輸入することがますます困難になる中、カパサの強化が図られ、兵器の国内生産に多額の投資をしていると伝えられる。特に中国・ロシアとの関係が緊密になっており、現在、シャン州・タウンジー近郊ピンペ（ပင်းပက်）でロシアの協力を得て、新たな鉄鋼工場の建設が急ピッチで進められている。表向きは国内の鉄鋼需要を満たし、建設資材等の輸入に費やされる外貨を節約するためとされているが、実際は国軍が主力小銃である「MAシリーズ」などの兵器性能を向上させることが目的という臆測を生んでいる。

## 立地と数
2025年5月現在、カパサは全国に25あるが、そのうち稼働しているのは20で、国軍の火力の半分を供給しているとされる。地図を見ればわかるように、マグウェ地方域とバゴー地方域北西部に集中しているが、その理由は以下のようなものである。
1. 両地域は歴史的に国軍支配下にあった。
2. 両地域は辺鄙な場所にあり、人口も少なく、ビルマ族仏教徒が多く、安全性が確保されている。
3. 工場の多くはエーヤワディー川の西岸沿いに建設され、兵器の生産に必要な原材料、部品、アイテム、機器および弾薬などの既製品をさまざまな部隊に輸送するのに交通の便の良い場所である。

カパサは、人里離れた谷間に建設されることが多く、施設へはこの地域では珍しい舗装道路が通り、検問所が設置されている。施設はフェンスで囲まれ、1,000人~3,000人の労働者のための住宅や大型倉庫、高官が訪れる時のためのヘリポートが備わっている。工場の敷地は非常に広大で、最大のものは 6,000ヘクタール (15,000エーカー) を超える広さで、10キロメートル以上にも及ぶと推定されている。
従業員は労働者用住宅または近郊の村に住むが、そこには学校、商店、仏塔、運動場など生活に必要なものが備えられ、宗教儀式、夜市、サッカーやゴルフの大会、ボランティア活動が催されている。従業員とその家族は、ミャンマーの田舎の村に近似した生活を送っている。
このようにカパサは自然の要塞の体をなしており、通常、反政府勢力は、カパサを効果的に攻撃するための長距離砲、装甲車両、軍用航空機を欠いているので、これまでカパサは反政府勢力の攻撃を受けたことがなかった。しかし2025年3月、ラカイン州をほぼ制圧したアラカン軍（AA）が、カサパが集中するバゴー地方域・オケシッピン（Oke Shit Pin）に迫り、史上初めて反乱軍の脅威に晒されている。

## 生産体制
各工場の生産監督は、国防技術学校（DSTA）の職員が担当し、1つの工場では1,000人~3,000人の労働者が働いている。当初、カパサは1つの工場で複数の生産ラインを同時に稼働させていたが、現在は細分化・専門化が進んでいる。特定の兵器・装備品を丸ごと製造している工場があれば、原材料の加工や部品や工具を製造に特化した工場もあり、輸入された部品の組み立てに特化した工場や修理・メンテナンスに特化した工場もあるという具合である。特にネピドーにあるカパサ4は、研究センターとしての役割、CNCマシンの設置やCNCマシン用ツールホルダーの製造に関する専門知識、兵器生産ラインの設計全般に対するサポートなど特に重要な工場として位置付けられている。いわばカパサは、今もなお進化を続ける、大規模で多層的かつ多面的な武器産業複合体で、ゆえに「（特定の）工場の生産が停止すれば、カパサの他のすべての工場の生産ラインに深刻な混乱が生じる」状態にある。
またカパサの関連施設として、ヤンゴンにある中央保管施設（カタパ）、ピンウールィンにある防衛資材生産学校（カタカ）、オケシッピンにカパサ工場労働者向け訓練学校、マンダレー地方域に最終製品を製造する工場（タカサ）が３つある。これら以外にもヤンゴンには軍事研究開発機関、フリゲート艦やコルベット艦を建造する造船所、バゴー地方域・ピイ県・パダウン郡区・トンボ（Tonbo）には硫黄マスタードを製造する化学兵器工場がある。

## バリューチェーン

### ライセンス生産・技術移転
カパサは、中国、シンガポール、北朝鮮、ウクライナなどからライセンスや技術の移転を受けて、さまざまな兵器を生産している。移転を受けられなかった兵器は、国軍の電気機械工学部隊（Electrical and Mechanical Engineering Corps：EMEC) が、リバースエンジニアリングを活用して、兵器を生産していると伝えられる。

### 原材料
鋼、アルミニウム、銅、真鍮など、カパサで生産される兵器の原材料は国産と輸入の双方に依存しているようだが、実態は不明である。たびたび西側諸国から経済制裁を受けてきた国軍は、究極には兵器の自給自足を目指しており、鉱物資源が豊富にある事実もこれを後押ししている。カパサ6は鉄、カパサ24はアルミニウムの製錬工場である。しかし、天然資源を加工・精製する技術に欠けているとも指摘されている。輸入に関しては中国兵器工業集団（Norinco）が大きな役割を果たしているようである。

### 部品とコンポーネント
部品についても詳細不明だが、こちらも輸入に大きく依存し、Norincoが大きな役割を果たしているようである。

### 最終製品
光学照準器は国内生産できないので、ロシアやインドの企業からの輸入に大きく依存していると言われている。

### 機械と技術
兵器生産に不可欠なCNCマシンは、オーストリア、ドイツ、日本、台湾、アメリカから輸入している。フロント企業を隠れ蓑にして輸入していると言われている。

## 資料

### カパサ
| 番号 | 場所                                                                    | 生産品目                                                    |
| ---- | ----------------------------------------------------------------------- | ----------------------------------------------------------- |
| 1    | ネピドー/オッタラ県タッコン郡区                                         | MA1、MA2、MA3、MA4（アサルトライフル）                      |
| 2    | マグウェ/タイェ県・ミンラ郡区・ミャラン（Mya Lan）村                    | 迫撃砲弾、砲弾、5.5mm、5.56mm弾                             |
| 3    | バゴー/ピイ県・ピイ郡区・ピイ近郊シンデ（Sinde）村                      | 60mm、81mm、120mm、50kg、100kg、200kg、250kg、500kg航空爆弾 |
| 4    | ネピドー/タッコン郡区                                                   | 他のカパサのための機械修理・設計                            |
| 5    | バゴー/ピイ県・パダウン郡区・オケシッピン近郊カミャイン（Kamyaing）村   | 火薬                                                        |
| 6    | バゴー/オケシッピン近郊ニャウンチダウ（Nyaung Chidauk）村               | 鉄製錬工場                                                  |
| 7    | バゴー/ピイ近郊チャウスワー（Kyaw Swar）村                              | 手榴弾、地雷                                                |
| 8    | マグウェ/タイェ県・シンバウンウェ郡区・マチーピンプ（Ma Kyee Pin Pu）村 | 重火器、砲兵部品                                            |
| 9    | バゴー/オケシッピン近郊チャウピュー（Kyauk Phu）村                      | 5mm、5.56mm、7.62mm、9mm弾                                  |
| 10   | マグウェ/ミャラン村                                                     | 車両搭載型多連装ロケットシステム（MLRS）用ロケット          |
| 11   | ヤンゴン/ヤンゴン北部県タイチー郡区                                     | MA1、MA2、MA3、MA4                                          |
| 12   | マグウェ/タイェ県・タイェ郡区                                           | 60mm、81mm、120mm迫撃砲弾                                   |
| 13   | マグウェ/ミンラ郡区・レッパン（Let Pan）村                              | 地雷、火薬                                                  |
| 14   | マグウェ/ミンブー県・プウィンビュ郡区                                   | ガス                                                        |
| 15   | マグウェ/タイェ県・アウンラン郡区                                       | 60mm、81mm迫撃砲弾                                          |
| 16   | バゴー/オケシッピン近郊マトン（Ma Thon）村                              | 火薬                                                        |
| 17   | マグウェ/マグウェ県・ミョーティ郡区・ミョーティ                         | AZDM信管付き60mm砲弾の弾頭                                  |
| 18   | マグウェ/マグウェ県・タンドゥインジー郡区                               | 軍用、産業用（DIE）拡大鏡                                   |
| 19   | バゴー/ピイ近郊ピンマアイ（Pyin Ma Ai）村                               | 工場用器具、ドリル、測定機の試験的製造                      |
| 20   | マグウェ/ミンブー県・ガペー（Ngahpe ）郡区                              | 防空兵器（25mm/30mm対空砲）                                 |
| 21   | マグウェ/パコック県・セイッピュー郡区                                   | 航空爆弾                                                    |
| 22   | マグウェ/セイッピュー郡区                                               | MA1、MA2、MA3、MA4                                          |
| 23   | マグウェ/ガンゴー県・ガンゴー郡区・リンタウン（Lin Taung）村近郊        | 2025年5月現在、建設中。                                     |
| 24   | マグウェ/パコック県・パウッ郡区・カテ（Knathet）町近郊                  | アルミニウム製錬工場                                        |
| 25   | マグウェ/ガンゴー県・ソー郡区・ラウンシェ村                             | 2025年5月現在、建設中。                                     |

### 関連施設
| 名称                     | 場所                                                                 | 備考                                                   |
| ------------------------ | -------------------------------------------------------------------- | ------------------------------------------------------ |
| ティラワ港               | ヤンゴン                                                             | 軍事物資の受け入れ拠点。カパサ向けの資材や製品も含む。 |
| カタパ（KaHtaPa）        | ヤンゴン（インヤレイク・ホテルの近く）                               | 輸入材料、部品、最終製品、機械類の中央保管施設。       |
| カタカ（KaHtaKa）        | マンダレー/ピンウールィン                                            | 防衛資材生産学校。                                     |
| タカサ（TaKaSa）1        | マンダレー/メイッティーラ県・タージ郡区・インマーピン（Yin Mar Pin） | 軍用車両の製造・組立。                                 |
| タカサ10                 | マンダレー/メイッティーラ                                            | 航空機、ドローン、無人航空機の部品製造。               |
| タカサ11                 | マンダレー/メイッティーラ                                            | 装甲車と軽戦車の部品製造・組立。                       |
| カパサ労働者向け訓練学校 | バゴー/オケシッピン                                                  |                                                        |